# Susanne Raab
Pour les articles homonymes, voir  Raab.
Susanne Raab, née Knasmüller le 20 octobre 1984 à Vöcklabruck, est une avocate autrichienne, ancienne haute fonctionnaire et politicienne membre du Parti populaire autrichien (ÖVP). Depuis le 7 janvier 2020, elle est ministre fédérale au sein gouvernement fédéral Kurz II,.  

## Biographie

### Éducation
Raab est née à Vöcklabruck en Haute-Autriche et grandit à Ampflwang dans le Hausruckwald. 
De 2003 à 2009, Susanne Raab fait des études en psychologie et en droit à l'Université d'Innsbruck. Au cours de ses années scolaires et étudiantes, elle effectue plusieurs séjours à l'étranger et est impliquée dans diverses fonctions de conseil dans des organisations bénévoles, telles que l'Union des écoles supérieures de Haute-Autriche, l'Union scolaire et l'Association des étudiants en droit européen. En novembre 2010, elle termine son doctorat en droit avec une thèse sur les demandes de dommages et intérêts dans le droit antitrust autrichien. 

### Carrière professionnelle
Au cours de ses études doctorales, Susanne Raab travaille comme assistante universitaire à l'Institut de droit civil avec une spécialisation en droit privé européen à l'Université d'Innsbruck. Elle rejoint ensuite le ministère fédéral de l'Intérieur en tant que consultante sur le droit d'asile et le droit des étrangers tout en continuant à travailler comme assistante de recherche à l'Institut de droit public de l'Université de Salzbourg pendant de nombreuses années. 
À partir de novembre 2011, elle dirige la coordination de l'intégration au ministère fédéral de l'Intérieur en tant que cheffe de département qui intègre le ministère fédéral de l'Europe, de l'intégration et des affaires étrangères (BMEIA) à partir de mars 2014. Pendant ce temps, elle rencontre également Sebastian Kurz, auparavant secrétaire d'État à l'intégration au ministère fédéral de l'Intérieur, puis au BMEIA. Depuis août 2017, elle est cheffe de la section intégration de ce ministère et donc la plus jeune cheffe de section d'Autriche.   

### Carrière politique
Au cours de la formation du gouvernement en 2019, il est confirmé qu'une personnalité devant provenir de l'ÖVP deviendrait ministre de l'intégration du gouvernement Kurz II,. Le 7 janvier 2020, elle est nommée par le président fédéral Alexander Van der Bellen ministre fédéral sans portefeuille au sein du gouvernement Kurz et devient le 8, ministre de la Chancellerie fédérale, chargée des femmes et de l'égalité, des groupes ethniques et de la culture. Le 29 , elle reçoit en outre l'agenda d'intégration du ministère des Affaires étrangères à la Chancellerie fédérale ("ministre de l'intégration"). Cela fait de Raab la Ministre fédérale des Femmes et de l'Intégration à la Chancellerie fédérale, plus communément raccourci en tant que Ministre des Femmes et de l'Intégration.   
Raab est critiquée pour, alors qu'elle est Ministre des Femmes, avoir dit ne pas être féministe dans une interview sur Ö1 contre le "label" en tant que ministre des Femmes ainsi que pour sa déclaration dans une interview avec le journal Today disant : « Heureusement [...] je n'ai jamais vécu personnellement le sexisme ».   
En tant que ministre de l'Intégration, elle fait adopter en juin 2021 une loi instaurant une « carte nationale de l’islam », soit un site Internet géolocalisant les lieux de culte musulmans tout en précisant le nom de leurs responsables et leur supposé degré de radicalité et liens avec l’étranger. Les associations musulmanes ont dénoncé une « intention manifeste de stigmatiser tous les musulmans » et les Verts, partenaires de l'ÖVP au gouvernement, ont regretté une initiative qui « mélange musulmans et islamistes, c’est le contraire de ce à quoi devrait ressembler la politique d’intégration ».